# Seriemoordenaar
Een seriemoordenaar is de dader van een reeks moorden. Volgens een definitie aangenomen op een symposium van de FBI uit 2005 is het een moordenaar die twee of meer slachtoffers maakt in verschillende, verder niet-gerelateerde misdrijven. Een seriemoordenaar onderscheidt zich hierin van de massamoordenaar (wiens misdrijven wel gerelateerd zijn) en van de spree killer (waarbij vanwege het ontbreken van tijd tussen de verschillende moorden vaak niet van verschillende misdrijven gesproken wordt).
Meestal pleegt een seriemoordenaar zijn moorden op vergelijkbare wijze.
Het woord seriemoordenaar werd voor het eerst zo benoemd door de Berlijnse politiechef Ernst Gennat in de jaren 30. Hij gebruikte het woord serienmörder om de seriemoordenaar Peter Kürten mee te beschrijven.

## Kenmerken

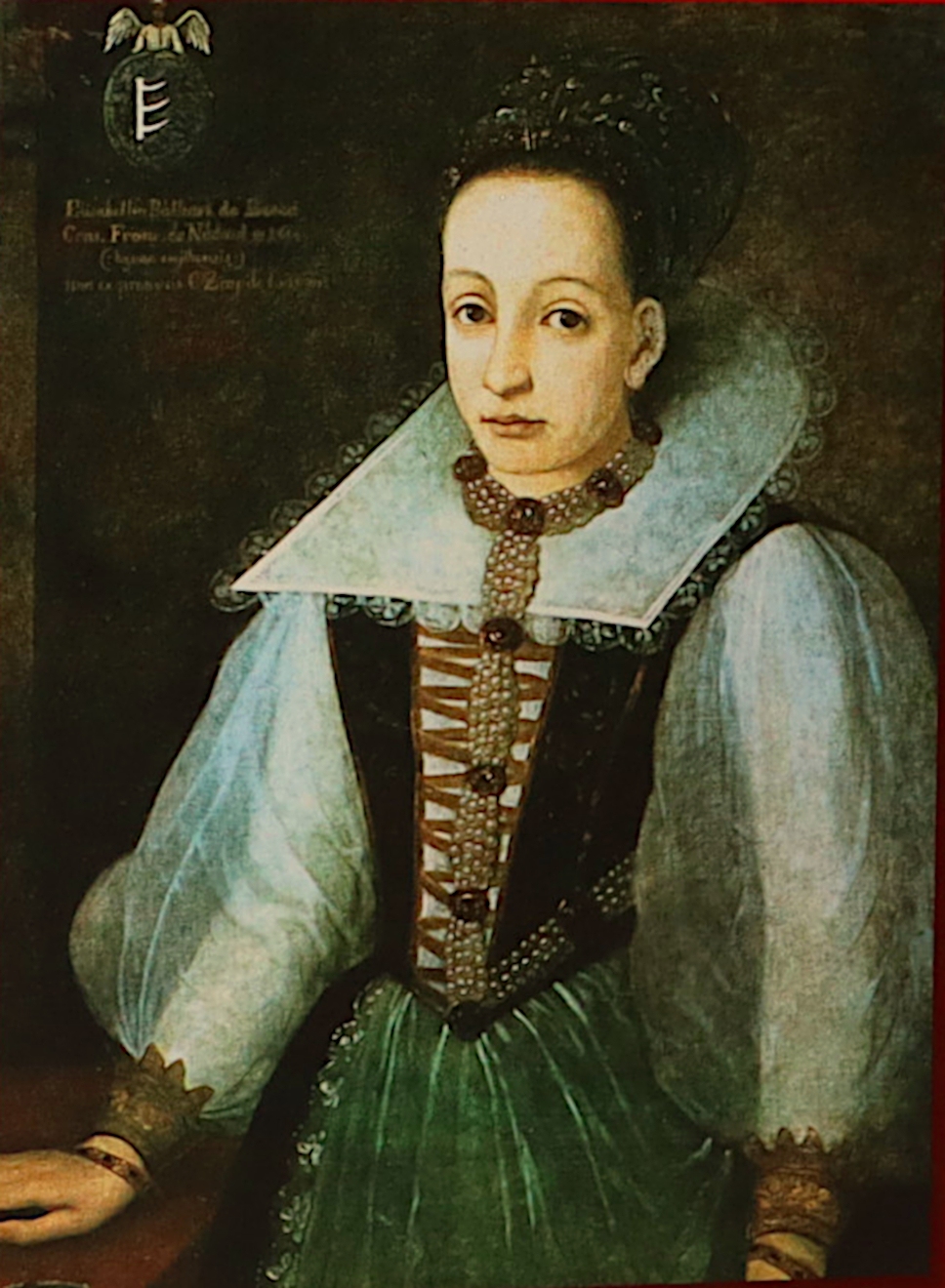
Erzsébet Báthory (Gravin Dracula)

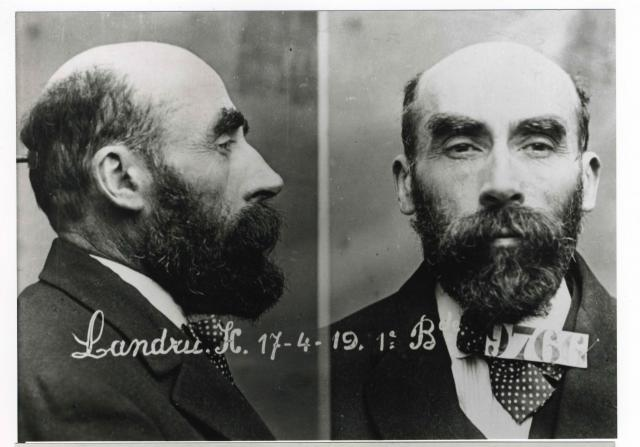
Henri-Désiré Landru, Franse seriemoordenaar die weleens voor Blauwbaard wordt uitgemaakt

Doorgaans hebben seriemoordenaars een seksuele stoornis en een negatief zelfbeeld. Daarnaast hebben seriemoordenaars veelal sadistische karaktertrekken. De daadwerkelijke moord is vaak de climax van een heel proces dat zij met elke moord opnieuw doormaken. Sommige seriemoordenaars keren terug naar de plaats delict, of de plek waar zij de stoffelijke resten van hun slachtoffer hebben achtergelaten. Meer dan eens eigenen seriemoordenaars zich persoonlijke bezittingen van het slachtoffer toe; het terugkeren naar de plaats delict of het in de nabijheid houden van het slachtoffer anderszins, alsmede het zich toe-eigenen van persoonlijke bezittingen zijn alle middelen om 'ultieme macht' over het slachtoffer te hebben, iets wat vaak het hogere doel van seriemoordenaars is gebleken. De meest verregaande vorm van deze ultieme macht uitoefenen uit zich in kannibalisme, waar bijvoorbeeld Jeffrey Dahmer zich schuldig aan maakte. Naarmate seriemoordenaars meer slachtoffers maken worden zij vaak onvoorzichtiger, de moorden volgen elkaar sneller op en de seriemoordenaar getroost zich minder moeite het stoffelijk overschot te verbergen.

## Modus operandi
Veel seriemoordenaars hebben, evenals andere misdadigers, hun eigen "handtekening" of "signatuur". De MO (modus operandi) wordt vaak gezien als het "handschrift" van de dader, of de signatuur. Dit zijn echter twee onafhankelijke begrippen. De MO is wat de dader doet om zijn daad te plegen en kan veranderen. De signatuur is wat de dader moet doen om aan zijn lustgevoelens te voldoen. De MO kan veranderen omdat een dader met elke moord leert hoe hij het beter kan doen. Ook is het mogelijk dat op de plaats van de misdaad geïmproviseerd moet worden.
Hoe subtiel het verschil kan zijn tussen MO en signatuur blijkt uit de volgende voorbeelden:
- Een bankrover die gijzelaars dwingt zich uit te kleden en te poseren in obscene houdingen terwijl hij foto's neemt, laat duidelijk zijn signatuur achter. Voor de overval is het niet nodig om de foto's te nemen. Het verlengt alleen zijn verblijf in de bank. Het laten uitkleden van gijzelaars is iets wat hij moet doen om voldoening uit het misdrijf te halen.
- Een bankrover die gijzelaars dwingt zich uit te kleden in de hoop dat zij zich zo schamen en op elkaar letten dat identificatie van de dader bemoeilijkt wordt, is bezig met MO. Het laten uitkleden van gijzelaars hoort bij zijn plan om het misdrijf te laten slagen.

Er bestaat het gevaar van stereotypering van seriemoordenaars. Zo worden Jeffrey Dahmer en Ted Bundy vaak als stereotiepe seriemoordenaars aangemerkt. Hoewel bij beiden waarschijnlijk 'afwijzing' heeft geleid tot hun daden, verschillen zij echter wezenlijk van elkaar. Seriemoordenaars zijn doorgaans van het mannelijke geslacht, maar er is ook een aantal vrouwelijke seriemoordenaars, veelal zogenaamde 'black widows' die systematisch hun partners/echtgenoten vermoordden.

## Bekende seriemoordenaars
De grootst nog in levende zijnde seriemoordenaar zou de Colombiaan Pedro Alonso López zijn. Hij zou naar schatting 350 vrouwen en kinderen hebben verkracht en vermoord. De grootste seriemoordenaar aller tijden zou volgens het Guinness Book of Records de Indiër Thug Buhram (of Behram) zijn. Hij behoorde tot het genootschap der thugs, die ritueel mensen wurgden als eerbetoon aan de doodsgodin Kali. De bronnen zijn vaag, maar hij vermoordde naar het schijnt 931 mensen tussen 1790 en 1830, allemaal door wurging met zijn wurgdoek. Een andere kandidaat is de Hongaarse gravin Erzsébet Báthory die na de dood van haar man in haar kasteel vrouwen en jonge meisjes martelde en vermoordde met behulp van vier medeplichtigen. Ook hier zijn de bronnen onduidelijk: conservatieve schattingen gaan uit van 36 bewezen moorden.

### Seriemoordenaars in Nederland
- Klaas Annink (Huttenkloas)
- Rahiied A. (Insulinemoordenaar)
- Theodorus van Berkel
- Willem van Eijk (Beest van Harkstede)
- Koos Hertogs
- Frans Hooijmaijers (Dikke Frans)[4]
- Aalt Mondria
- Patrick Soultana[5]
- Gerard Spruit
- Michel Stockx
- Maria Swanenburg (Goeie Mie en de Leidse gifmengster)
- Sjonny W.[6]
- Hans van Zon

### Seriemoordenaars in België
- Marie Becker (De vergiftigster van de Eeuw, de weduwe Becker, de zwarte weduwe, de Belgische Borgia)
- Michel Bellen (Wurger van Linkeroever)
- Cecile Bombeek (Zuster Godfrida)
- Marc Dutroux (Beest van België)
- Ronald Janssen
- Stephaan Du Lion[7]
- András Pándy (Vader Blauwbaard)
- Staf Van Eyken (Vampier van Muizen)
- 'Slachter van Bergen' (onopgelost)
- Peerke Verheart (Schrik van de Kempen)

### Elders in Europa
- Wolfgang Abel (Duitsland)
- Beverley Allitt (Angel of Death) (Engeland)
- Valeri Asratjan (Rusland, toen Sovjet-Unie)
- John Ausonius (Laserman) (Zweden)
- Jürgen Bartsch (Duitsland, toen West-Duitsland)
- Leslie Bailey (Engeland)
- Francisca Ballesteros (Spanje)
- Erzsébet Báthory (Gravin Dracula) (Hongarije)
- Sawney Bean
- Levi Bellfield
- Bible John
- Donato Bilancia (Monster van Ligurië)
- Robert Black
- Elfriede Blauensteiner (Zwarte Weduwe)
- Ian Brady (Moors murders)
- William Burke
- George Chapman
- Luigi Chiatti (Monster van Foligno)
- Thomas Neill Cream
- John Christie
- Reg Christie
- Leonarda Cianciulli
- António Luís Costa
- Mary Cotton
- Gordon Cummins (Blackout Ripper)
- Özgür Dengiz (Kannibaal van Ankara)
- Karl Denke
- John Duffy en David Mulcahy (Railway Killers)
- Amelia Dyer (Babyfarm Murderer)
- Volker Eckert
- Kenneth Erskine (Stockwell Strangler)
- Francisco Garcia Escalero
- Marie Fikáčková
- Michel Fourniret (Monster van de Ardennen)
- Franz Fuchs
- Daniel Gonzalez
- Steven Grieveson (Sunderland Strangler)
- Karl Grossman
- Belle Gunness
- Matti Haapoja
- Fritz Haarmann (Slager van Hannover)
- John George Haigh (Acid Bath Murderer)
- Anthony Hardy (Camden Ripper)
- Trevor Hardy (Beast in the Night)
- Myra Hindley (Moors murders)
- Niels Högel
- Fritz Honka (Hakker van Sankt-Pauli)
- William Horncy
- Colin Ireland (Gay Slayer)
- Jack the Ripper
- Jack the Stripper
- José María Jarabo
- Hélène Jégado
- Béla Kiss
- Vasili Koelik
- Julian Kołtun
- Joachim Kroll (Ruhrkannibaal)
- Peter Kudzinowski
- Peter Kürten (Vampier van Düsseldorf)
- Henri-Désiré Landru
- Bruce Lee
- Irene Leidolf
- Stephan Letter
- Lissabon Ripper
- Émile Louis
- Bruno Lüdke
- Michael Lupo
- Patrick Mackay
- Christine Malèvre
- Peter Manuel
- Zdzisław Marchwicki (Vampier van Zagłębie)
- Robert Maudsley (Hannibal de Kannibaal)
- Władysław Mazurkiewicz (Gentleman Killer)
- Stanisław Modzelewski (Vampier van Gałkówka)
- Václav Mrázek
- Arnfinn Nesset
- Dennis Nilsen (Muswell Hill Murderer of Kindly Killer)
- Colin Norris (Angel of Death)
- Anatoli Onoprienko (Beest van Oekraïne)
- Dagmar Overbye
- Pietro Pacciani (Monster van Florence)
- William Palmer
- Thierry Paulin
- Leszek Pękalski (Vampier van Bytów)
- Marcel Petiot
- Kaspars Petrovs
- Aleksandr Pitsjoesjkin (Schaakbordmoordenaar)
- Silvo Plut
- Norbert Poehlke
- Gilles de Rais
- Kenneth Regan
- Vera Renczi
- Ion Rîmaru
- Mark Rowntree
- Sergej Rjachovski (Nijlpaard)
- Darja Saltykova
- Tamara Samsonova (de moordende oma of Baba Yaga)
- John Martin Scripps (Tourist from Hell)
- Harold Shipman (Dr. Death)
- Anatoli Slivko
- Sasja Spesivtsev
- George Joseph Smith (Bruiden-in-bad-moordenaar)
- John Straffen
- Peter Stumpp (Weerwolf van Bedburg)
- Roberto Succo
- Peter Sutcliffe (Yorkshire Ripper)
- Antti Taskinen
- Aleksandr Tsjajka
- Metod Trobec
- Andrej Tsjikatilo (Slager van Rostov)
- Jack Unterweger
- Joseph Vacher (Franse Ripper)
- Jose Antonio Rodriguez Vega
- Manuel Delgado Villegas
- Jeanne Weber
- Fred West
- Steve Wright (Wurger van Suffolk)
- Graham Young (Teacup Poisoner)
- Petr Zelenka (Heparinemoordenaar)
- Anna Maria Zwanziger

### Seriemoordenaars in de Verenigde Staten
- Rodney Alcala (The Dating Game Killer)
- Alfabetmoorden (onopgelost)
- John Eric Armstrong
- Axeman of New Orleans (onopgelost)
- Joe Ball (Bluebeard of South Texas)
- Familie Bender (The Bloody Benders)
- Robert Berdella (The Kansas City Butcher)
- David Berkowitz (Son of Sam)
- Kenneth Bianchi en Angelo Buono jr. (Hillside Stranglers)
- Richard Biegenwald
- William Bonin (Freeway Killer)
- Jerry Brudos (Lust Killer)
- Carol Bundy en Doug Clark (Sunset Strip Killers)
- Ted Bundy
- Richard Trenton Chase (Vampire of Sacramento)
- Dean Corll (Candy Man)
- Richard Cottingham (Torso Killer)
- Andrew Cunanan
- Jeffrey Dahmer (Milwaukee cannibal)
- Albert DeSalvo (Boston Strangler)
- The Doodler (onopgelost)
- Nannie Doss (Giggling Granny)
- February 9 Killer (onopgelost)
- Raymond Fernandez en Martha Beck (Lonely Hearts Killers)
- Rodolfo Fierro (De Slager)
- Albert Fish (Werewolf of Wysteria)
- John Wayne Gacy (Killer Clown)
- Gerald en Charlene Gallego (Gallego Sex Slave Killers)
- Donald Henry Gaskins
- Ed Gein (Omdat hij minder dan drie moorden heeft gepleegd, kan hij niet worden gedefinieerd als seriemoordenaar.)
- Harvey Glatman (The Lonely Hearts Killer)
- Sean Patrick Goble
- Anna Marie Hahn (Arsenic Anna)
- Robert Hansen
- Gary Heidnik
- William Heirens (Lipstick Killer)
- H.H. Holmes
- Vincent Johnson (Brooklyn Strangler)
- John Joubert
- Theodore Kaczynski (Unabomber)
- Edmund Kemper (The Co-ed Killer)
- Paul John Knowles (Casanova Killer)
- Richard Kuklinski
- Derrick Todd Lee (Baton Rouge Serial Killer)
- Eddie Leonski (Brownout Strangler)
- Samuel Little
- Henry Lee Lucas
- John Lee Malvo
- Charles Manson
- Kenneth McDuff (Broomstick Murders)
- John Allen Muhammad (Washington Sniper)
- Gordon Northcott (Wineville Chicken Coop Murders)
- Joseph James DeAngelo (Original Night Stalker, East Area Rapist, Golden State Killer)
- Carl Panzram
- Phantom Killer (onopgelost)
- Craig Price (Warwick Slasher)
- Cleophus Prince (Clairemont Killer))
- Dennis Rader (BTK killer)
- Richard Ramirez (Night Stalker)
- Gary Ridgway (Green River Killer)
- Joel Rifkin
- Ripper Crew
- Danny Rolling (Gainesville Ripper)
- Altemio Sanchez (Bike Path Rapist)
- Charles Schmid (Pied Piper of Tucson)
- Abdul Latif Sharif
- Arthur Shawcross (Genesee River Killer)
- Gerard Shaefer
- Richard Speck
- Jack Owen Spillman (Werewolf Butcher)
- Gerald Stano
- Charles Starkweather
- William Suff (Riverside Prostitute Killer)
- James Swann (Shotgun Stalker)
- Ottis Toole
- West Mesa Bone Collector (onopgelost)
- Randall Woodfield (I-5 Killer)
- Aileen Wuornos (Damsel of Death)
- Robert Lee Yates
- Zodiac Killer (onopgelost)

### Seriemoordenaars in Canada
- Paul Bernardo
- Wayne Boden (Vampire Rapist)
- John Martin Crawford
- Thomas Neill Cream
- Highway Of Tears murders (onopgelost)
- William Patrick Fyfe
- Keith Hunter Jesperson (Happy Face Killer)
- Russell Johnson (Bedroom Strangler)
- Gilbert Paul Jordan (Alcohol Murders)
- Allan Legere (Monster of the Miramichi)
- Clifford Olson
- Robert Pickton
- Russell Williams
- Peter Woodcock[8]

### Seriemoordenaars in Latijns-Amerika
- Daniel Barbosa (Beest van de Andes)
- Juana Barraza Zamperio (Oudevrouwtjesmoordenares)
- Gregorio Cárdenas Hernández (Wurger van Tacubaya)
- José Luis Calva
- Adolfo Constanzo (peetoom van Matamoros)
- Luis Garavito (Het Beest)
- Delfina en María de Jesús González (Zusters uit de Hel)
- Pedro Alonso López (Monster van de Andes)
- Raúl Osiel Marroquín Reyes (De Sadist)
- Robledo Puch (Zwarte Engel)
- Rainbow Maniac (onopgelost)
- Ángel Maturino Reséndiz (Spoorwegmoordenaar)
- Thiago Rocha
- Cayetano Santos Godino
- Dorangel Vargas

### Seriemoordenaars in Azië
- Thug Buhram
- Mohammad Bijeh (Teheraanse woestijnvampier)
- Rostislav Bogoslevsky
- Nicolae Bonner
- Shen Changping
- Shen Changyin
- Nikolaj Dzjoemagaliev (Metal Fang)
- Sataro Fukiage
- Said Hanaei (Spinnenmoorden)
- Hiroaki Hidaka
- Miyuki Ishikawa
- Kiyotaka Katsuta
- Yoshio Kodaira
- Surender Koli
- Genzo Kurita
- Dr Louay
- Hiroshi Maeue (Zelfmoordsite-moorden)
- Futoshi Matsunaga en Junko Ogata
- Tsutomu Miyazaki (Otakumoordenaar)
- Norio Nagayama
- Seisaku Nakamura (Dove Hamamatsumoordenaar)
- Akira Nishiguchi
- Kiyoshi Okubo
- Moninder Singh Pandher
- Raman Raghav
- Gong Runbo
- Auto Shankar
- Charles Sobhraj (Slang)
- Stoneman
- Ahmad Suradji
- Yang Xinhai (Monster Killer)
- Shi Yuejun
- Huang Yong
- Yoo Young-chul (Rainy Night Murderer)

### Seriemoordenaars in Zuid-Afrika
- Cedric Maake (Wemmer Pan-moordenaar)
- Daisy de Melker
- Raya en Sakina
- Charles Quansah
- Gert van Rooyen
- Moses Sithole (ABC moorden)
- Sipho Thwala (Wurger van Phoenix)
- Elias Xitavhudzi (Pangaman)

### Seriemoordenaars in Australië
- David en Catherine Birnie (Moorhouse Murders)
- John Bunting (Snowtown murders)
- Eric Edgar Cooke
- Paula Denyer (Frankston Serial Killer)
- Peter Dupas
- Kathleen Folbigg
- Leonard Fraser (The Rockhampton Rapist)
- Mark Haydon (Snowtown murders)
- John Wayne Glover (Granny Killer)
- Caroline Grills (Auntie Thally)
- Mark Jefferies
- Eddie Leonski (Brownout Strangler)
- William MacDonald (Mutilator)
- Ivan Milat (Backpacker Murders)
- James Vlassakis (Snowtown murders)
- Robert Wagner (Snowtown murders)